# Manali (Kullu)
Manali is een hill station in de Indiase deelstaat Himachal Pradesh. Manali ligt aan het (noordelijke) uiteinde van de Kulluvallei aan de Beas. Manali valt onder het district Kullu en telt rond de 6.300 inwoners. Manali bestaat uit een nieuw en een oud gedeelte.

## Geografie
Manali ligt op 32,16°NB, 77,10°OL, 2625 meter boven de zeespiegel. Naar het zuiden wordt het via de NH-21 van Delhi naar Leh verbonden met Naggar, Kullu, Shimla en Mandi. Naar het noorden vormt de Rohtangpas (3978 m) over de Grote Himalaya de verbinding met Keylong in de Lahaulvallei.

## Geschiedenis
Volgens de hindoes is Manali de plek waar Manu, de Noach van het hindoeïsme, strandde na de zondvloed waarin de rest van de wereld was vergaan. Manali betekent woonplek van Manu.
Voor de koloniale tijd was de vallei dunbevolkt door nomaden die rakshas genoemd worden. Herders uit de Kangravallei waren een latere groep kolonisten. In de Kulluvallei woonde een kaste die zich naur noemde en alleen in de vallei voorkwam. Tegenwoordig woont er nog een klein aantal naurgezinnen.

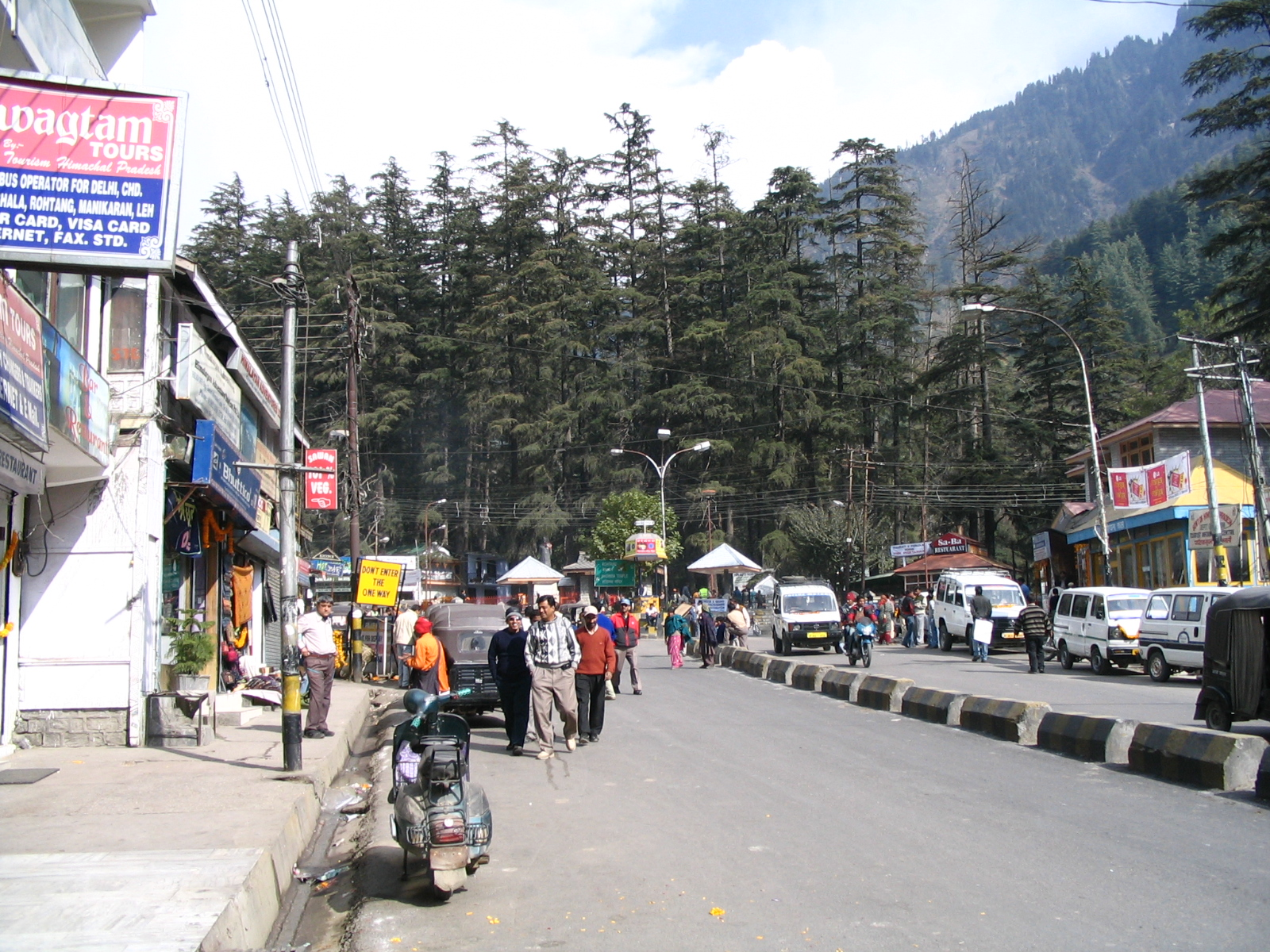
Mall street, Manali

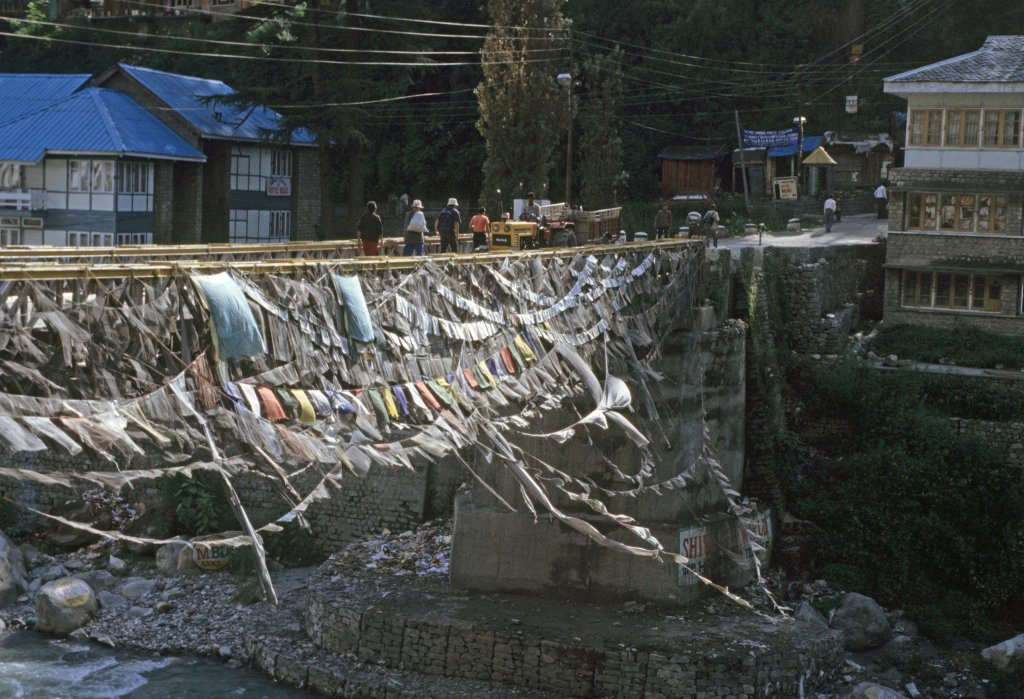
De brug in het oude gedeelte van de stad, behangen met Tibetaanse gebedsvlaggetjes.

Manali was een belangrijke pleisterplaats voor de karavanen die over de Himalaya naar Ladakh trokken, of verder over de Karakorampas naar Yarkand en Hotan in het Tarimbekken.
De Britten introduceerden appels en forellen in de vallei. Nog steeds verdient een groot deel van de bevolking zijn brood in de fruitteelt.
Manali was in de jaren zeventig en jaren tachtig de verblijfplaats van een grote kolonie hippies, die aangetrokken werden door de goede kwaliteit van de hasjiesj die in de vallei geproduceerd werd. Tegenwoordig zijn veel hippies vertrokken naar kleinere plaatsen in de Kulluvallei en de Parbativallei. Manali vormt sinds het oplaaien van geweld in Kasjmir in de jaren 80 een steeds populairdere bestemming voor zowel buitenlandse als Indiase toeristen, het trekt ongeveer 25% van alle bezoekers van Himachal Pradesh. Hotels en restaurants schieten als paddenstoelen uit de grond.

## Demografie
In de census van 2001 had Manali 6265 inwoners, van wie 64% mannelijk en 36% vrouwelijk. Alfabetisme is met 74% een stuk hoger dan het landelijk gemiddelde, onder mannen 80%, onder vrouwen 63%. Kinderen jonger dan 6 jaar vormen 9% van de bevolking. Tibetanen en Nepali's vormen belangrijke minderheden.

## Toerisme
Manali trekt nog altijd een grote hoeveelheid hippies en rugzaktoeristen geïnteresseerd in hasjiesj en/of raves. Daarnaast heeft het plaatsje hete bronnen, een aantal interessante hindoe- en Tibetaansboeddhistische tempels en de mogelijkheid tot bergwandelen in de omgeving.
De bekendste tempel van Manali is de Dhungritempel, gewijd aan de godin Hadimba. De tempel werd gebouwd in 1533 en bestaat uit een vier trappen hoge houten pagode. De tempel ligt een kilometer buiten Manali in het bos. In mei wordt er een festival gehouden.
Manali heeft de hoogste concentratie Tibetaanse vluchtelingen in de hele Kulluvallei en heeft daardoor een aantal nieuwe gompa's (kloosters) en tempels. De grootste gompa is Gadhan Thekchokling, gebouwd in 1969. Op de buitenmuur valt een lijst te lezen met slachtoffers van de Chinese bezetting van Tibet tussen 1987 en 1989. De gompa wordt in stand gehouden door almen van de bevolking en de verkoop van wollen tapijten.
Het oude gedeelte (Old Manali) is te bereiken over een brug en is een stuk rustiger dan de nieuwe stad. Er is een tempel gewijd aan Manu, een aantal oude houten herbergen en de ruïne van een fort.
Indiase toeristen maken vanuit Manali uitstapjes naar de Rohtangpas en terug, om het fenomeen sneeuw te bekijken. Ook in de zomer ligt er op de pas vaak sneeuw.
Ten noordwesten van Manali ligt Solang Nullah, waar een skilift is aangelegd en geskied kan worden met uitzicht op de gletsjers en toppen van de Himalaya. Een nieuwe vorm van skiën is dat men zich door een jak omhoog laat trekken.
Naast skiën wordt in de zomer ook paragliding en rafting steeds populairder.